# Người Khakas

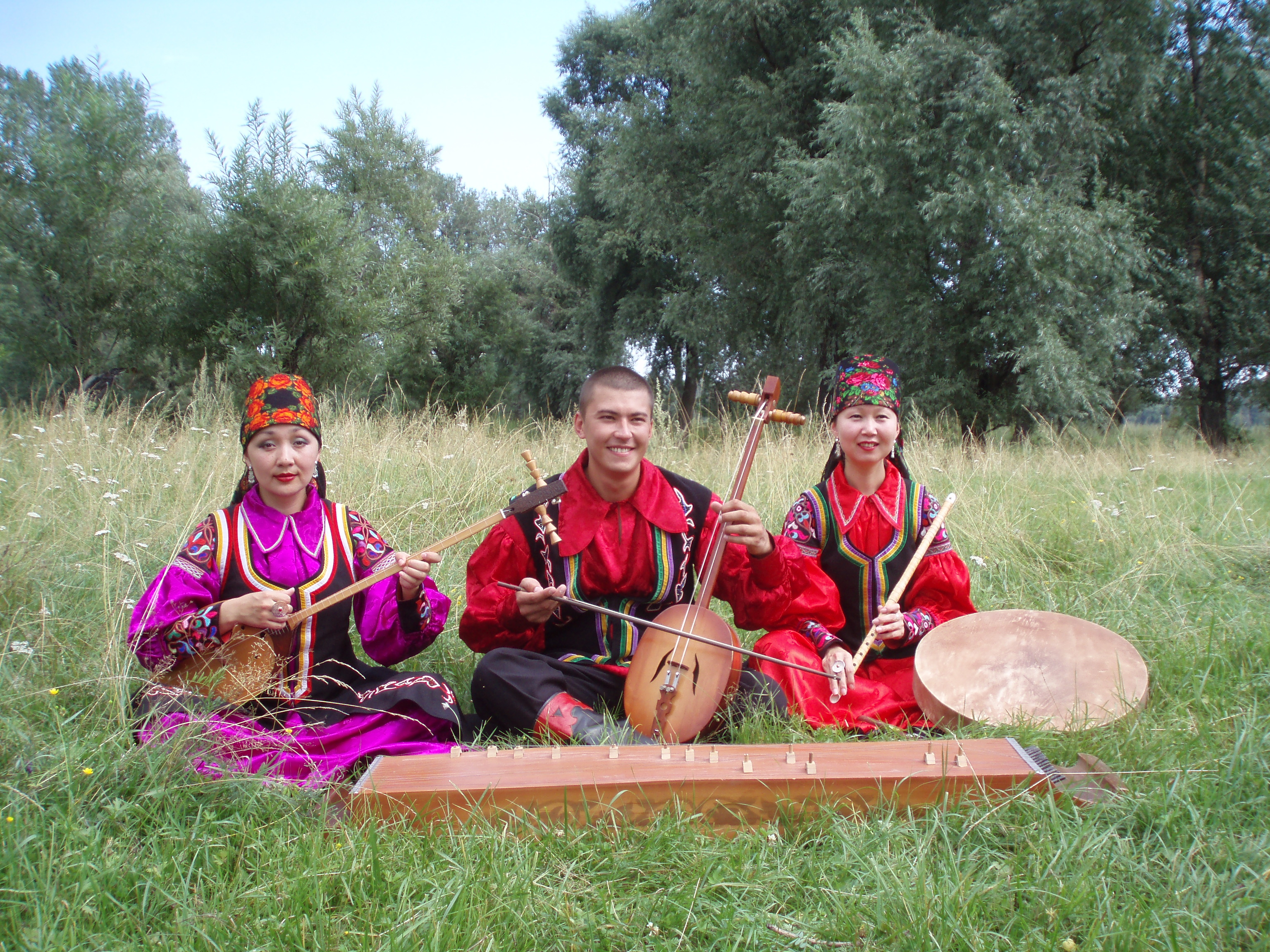
Người Khakas

Người Khakas hay Khakass (tiếng Khakas tự gọi: Хакастар, Khakastar ) là dân tộc bản địa thuộc nhóm sắc tộc Turk, cư trú chủ yếu ở vùng cộng hòa Khakassia ở Nam Siberia, Liên bang Nga.
Người Khakas có dân số khoảng 75 ngàn người vào năm 2010, và hầu hết ở Nga.
Người Khakas nói tiếng Khakas, một ngôn ngữ thuộc Ngữ hệ Turk, và sử dụng Bảng chữ cái Cyrillic như hầu hết các dân tộc ở Nga. Họ vốn theo Shaman giáo và Tengri giáo, nhưng vào thế kỷ 19, nhiều người đã chuyển đổi sang Chính thống giáo, thường là có sự cưỡng bức.